# Richard Henn Collins
Richard Henn Collins (Dublino, 1º gennaio 1842 – Hove, 3 gennaio 1911) fu un avvocato e giudice anglo-irlandese.

## Biografia
Collins studiò al Trinity College di Dublino e poi al Downing College di Cambridge. Divenne Consigliere della Regina nel 1883 e giudice nel 1891.
Nel 1897 divenne lord justice of appeal ed entrò nel Consiglio privato di sua maestà. Nell'ottobre 1901, a seguito della morte di Archibald Smith, divenne Master of the Rolls. Il 6 marzo 1907 divenne lord of appeal in ordinary, e fu proclamato pari col titolo di barone Collins. Si dimise da Lord of Appeal il 9 gennaio 1910.
Lord Collins fu giudice del primo processo contro Oscar Wilde, il 3 aprile 1895. Rappresentò la Gran Bretagna nella commissione creata per stabilire il confine tra la Guiana Britannica e il Venezuela nel 1899. Nel 1904 fu presidente della commissione che indagò il caso di Adolf Beck.

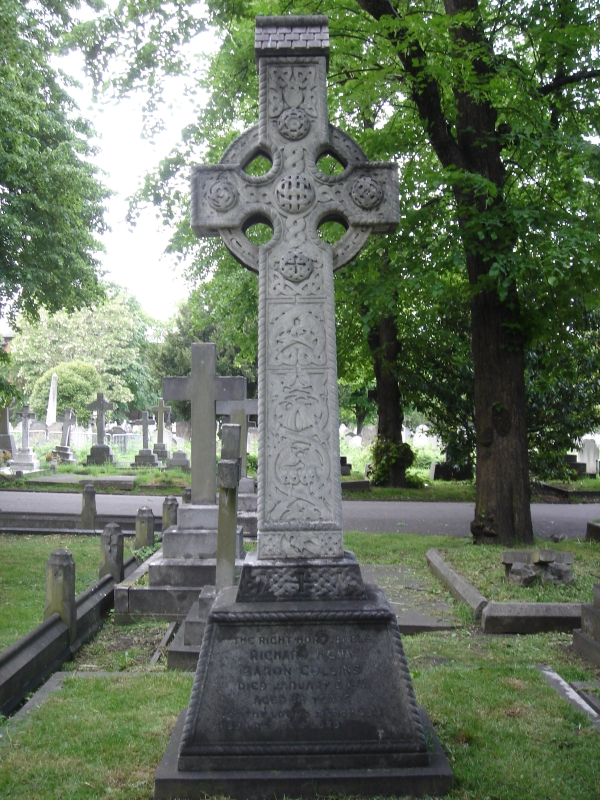
Monumento funerario nel Brompton Cemetery, a Londra.